# Операция (математика)
Опера́ция — отображение, ставящее в соответствие одному или нескольким элементам множества (аргументам) другой элемент (значение). 
Термин «операция», в математике, как правило применяется к арифметическим или логическим действиям, в отличие от термина «оператор», который чаще применяется к некоторым отображениям множества на себя, имеющим интересные для исследований свойства.

## Определение
Операция {\displaystyle f} — отображение, областью определения которого является прямое произведение нескольких множеств. Математически операцию можно записать как отображение {\displaystyle f\colon D\subseteq \underbrace {A\times A\times \cdots \times A} _{n}\to B} ({\displaystyle B} и {\displaystyle A} могут совпадать), где {\displaystyle n} называется арностью операции.

## Связанные определения
Операции различаются по количеству множеств, декартово произведение которых является её областью определения. Например, операция может быть унарная, если она отображает один элемент множества на один элемент множества, или бинарная, если сопоставляет двум элементам множества один элемент.
Алгебраической операцией называется операция {\displaystyle f}, у которой область определения равна {\displaystyle n}-й декартовой степени некоторого множества {\displaystyle A,} где {\displaystyle n\in \mathbb {N} _{0}} — арность, а область значений равна этому множеству {\displaystyle A,} то есть {\displaystyle f\colon A^{n}\to A}.

## Свойства
Операции могут обладать или не обладать различными свойствами. Например:
- коммутативность (переместительное свойство) — свойство операции «{\displaystyle \circ }», когда {\displaystyle a\circ b=b\circ a;}
- антикоммутативность — например, операция вычитания, потому что {\displaystyle a-b=-(b-a);}
- ассоциативность (сочетательное свойство) — свойство операции «{\displaystyle \circ }», когда {\displaystyle (a\circ b)\circ c=a\circ (b\circ c);}
- дистрибутивность (распределительное свойство) — например, операция умножения относительно сложения, так как {\displaystyle (a+b)\cdot c=a\cdot c+b\cdot c;}
- идемпотентность — если повторная операция уже не изменяет объект, например взятие по модулю: {\displaystyle |x|={\big |}|x|{\big |}={\Big |}{\big |}|x|{\big |}{\Big |}=\ldots }

В совокупности коммутативность и антикоммутативность не исчерпывают свойства всех возможных операций: например, возведение в степень не является коммутативной операцией, так как, например, {\displaystyle 2^{3}\neq 3^{2},} но в то же время не является антикоммутативной: к примеру, {\displaystyle 2^{4}\neq {\color {Red}-}4^{2}.}

## Операции

### Арифметические
- Сложение — бинарная операция, например {\displaystyle 2+7=9}.
- Вычитание — обратная сложению операция, например {\displaystyle 9-7=2}.
- Умножение — гипероперация сложения, например {\displaystyle 2\cdot 3=6}.
- Деление — обратная умножению операция, например {\displaystyle 6:3=2}.
- Возведение в степень — гипероперация умножения, например {\displaystyle 2^{3}=8}.
- Извлечение корня — обратная возведению в степень операция, например {\displaystyle {\sqrt[{3}]{8}}=2}.
- Логарифмирование — вторая обратная возведению в степень операция, например {\displaystyle \log _{2}8=3}.
- Тетрация — гипероперация возведения в степень, например {\displaystyle ^{3}2=2^{2^{2}}=16}.
- Суперкорень и суперлогарифм — обратные операции тетрации.

Сложение и вычитание являются элементарными арифметическими операциями. Все остальные, более сложные операции, получаются в результате гиперопераций. Так, сложение и вычитание относят к операциям первой ступени; умножение и деление — к операциям второй ступени; возведение в степень, извлечение корня и логарифмирование — к операциям третьей ступени; тетрация и её обратные операции являются редко используемыми операциями четвёртой ступени, однако такое гипероперирование можно продолжать бесконечно, вплоть до операций 5-й, 6-й и высших ступеней.

### Математического анализа
- Дифференцирование — нахождение производной функции, например {\displaystyle (x^{2})'=2x}.
- Интегрирование — обратно дифференцированию; нахождение первообразной функции, например {\displaystyle \int 2xdx=x^{2}+C}.

### Логические операции
Логические операции — операции над элементами из множества двух элементов: «истина» и «ложь», или «1» и «0».
- Отрицание ({\displaystyle \neg A}) — унарная операция; преобразует «1» в «0», а «0» в «1».
- Конъюнкция ({\displaystyle A\And B}) — бинарная операция; возвращает «1», только если оба аргумента «1».
- Дизъюнкция ({\displaystyle A\lor B}) — бинарная операция; возвращает «0», только если оба аргумента «0».